# William E. McLellin
William Earl McLellin (18 de enero de 1806-24 de abril de 1883) fue uno de los primeros líderes del Movimiento de los Santos de los Últimos Días y uno de los miembros originales del Quórum de los Doce Apóstoles. Posteriormente McLellin rompió relaciones con el fundador del movimiento, Joseph Smith.

## Biografía
McLellin nació en el condado de Smith, Tennessee, hijo de Charles McLellin. Se casó por primera vez el 30 de julio de 1829, pero su esposa, Cynthia Ann McLellin, murió joven y él era viudo en 1832. McLellin se casó con Emeline Miller el 26 de abril de 1832 en Hiram, Ohio. Emeline nació el 4 de septiembre de 1809 en Pomfret, Vermont, hijo de Martin Miller y Rebecca Jacobs. Emeline murió el 1 de noviembre de 1907 en el condado de Grayson, Texas. McLellin y Emeline eran padres de cuatro hijos y dos hijas: Charles William, Sarah E., James Martin, Helen Rebecca, Albert Eugene y Marcus Nelson.

### Servicio religioso
McLellin tuvo contacto por primera vez con los misioneros de la Iglesia de Jesucristo de los Santos de los Últimos Días en París, Tennessee, durante 1831. Viajó a Missouri para investigar más a fondo la iglesia, y fue bautizado el 20 de agosto de 1831 y ordenó a un anciano. Durante 1831 también viajó con Hyrum Smith, y los dos predicaron en Tennessee. McLellin luego se mudó a Kirtland, Ohio.
Entre 1832 y 1833, McLellin sirvió en una misión para la iglesia, viajando con Parley P. Pratt. Sin embargo, en una revelación a Joseph Smith el 8 de marzo de 1833, se dijo que el Señor «no estoy contento con mi siervo William E. McLellin».
McLellin, maestro de escuela experimentado y autoproclamado médico, enseñó caligrafía en la Escuela de Educación Temporal de Kirtland en 1834. Sirvió como miembro del consejo superior de la iglesia en el condado de Clay, Missouri, también en 1834, y fue elegido y ordenado para ser uno de los doce apóstoles originales de la iglesia el 15 de febrero de 1835, a los veintinueve años.
Cuando el Libro de Mandamientos estaba a punto de ser publicado, algunos Santos de los Últimos Días criticaron la redacción de algunas de las revelaciones recibidas por Smith. Según Smith, el Señor lanzó un desafío para ver si el miembro más sabio de la iglesia podía escribir una revelación comparable a la menor de las revelaciones de Smith. Si pudieran, entonces los miembros de la iglesia estarían justificados al afirmar que las revelaciones no vinieron de Dios. McLellin, quien fue entrenado como maestro de escuela, fue seleccionado por los críticos para el desafío. Según la historia de Smith, McLellin no pudo producir un texto creíble, y la controversia se extinguió.

### Ruptura con la Iglesia de Jesucristo de los Santos de los Últimos Días
La relación de McLellin con la Iglesia de Jesucristo de los Santos de los Últimos Días se  quebró abruptamente en 1838, cuando declaró que no tenía confianza en la presidencia de la iglesia. Esto puede deberse a la mala gestión de la institución financiera de la iglesia, la Kirtland Safety Society. McLellin fue excomulgado el 11 de mayo de 1838 y desde entonces trabajó activamente contra los Santos de los Últimos Días. Según miembros de la iglesia, McLellin saqueó y robó la casa y el establo de Smith mientras Smith estaba detenido en la cárcel, en espera de cargos por problemas financieros de la Sociedad de Seguridad. Nunca se presentaron cargos contra Smith o McLellin.
Una historia publicada en el periódico Latter Day Saint Millennial Star en 1864 relató el incidente:

Mientras Joseph estaba en prisión en Richmond, Missouri, el Sr. McLellin, que era un hombre grande y activo, fue al alguacil y le pidió el privilegio de azotar al Profeta; se concedió el permiso, con la condición de que Joseph peleara. El sheriff hizo saber a Joseph la sincera solicitud de McLellin, quien consintió en luchar, si le quitaban los hierros. McLellin luego se negó a luchar, a menos que pudiera tener un bastón, a lo que Joseph estaba perfectamente dispuesto; pero el sheriff no les permitiría luchar en términos tan desiguales.

Antes de ese incidente, Smith escribió una carta a la iglesia de Liberty Jail el 16 de diciembre de 1838, en la que hizo alusiones a las acciones de McLellin que él vilipendió como pecados. En esa carta, Smith compara a McLellin con el mago bíblico Balaam, «cuyo asno  [sic] se negó a ayudar a Balaam a maldecir el liderazgo de la antigua iglesia israelita, en la era de Moisés». La carta pudo haber sido lo que provocó que McLellin intentara pelear a puñetazos contra Smith.
Después del asesinato de Smith en 1844, McLellin aceptó por primera vez los reclamos de sucesión de Sidney Rigdon y fue nombrado uno de los Doce Apóstoles en la organización de Rigdon el 8 de abril de 1845. En 1847, en Kirtland, Ohio, se unió a varios otros para crear una reorganización de la iglesia, denominada como la Iglesia de Cristo. McLellin pidió a David Whitmer que asumiera la presidencia, aseverando que Whitmer había sido ordenado por Smith como su sucesor el 8 de julio de 1834. Esta organización duró poco.
McLellin también estuvo brevemente asociado con el movimiento liderado por James J. Strang, y más estrechamente asociado en las últimas dos décadas de su vida con el movimiento dirigido por Granville Hedrick. Aunque solo fue brevemente miembro de la organización de Hedrick en 1869, los informes de los medios de comunicación de la década de 1870 describen a McLellin como un «guía turístico» entusiasta pero no oficial para la propiedad de Temple Lot, que los Hedrickitas compraron entre 1867 y 1877. McLellin murió en Independence, Missouri.

## Escritos personales
McLellin mantuvo diarios y cuadernos durante y después de su afiliación en el Movimiento de los Santos de los Últimos Días. Debido a que era una persona destacada en la iglesia primitiva, estos diarios y cuadernos fueron de gran interés para los historiadores SUD. A principios de la década de 1980, Mark Hofmann afirmó haber obtenido la colección McLellin, la que describió como «vergonzosa» para la Iglesia de Jesucristo de los Santos de los Últimos Días. Esto generó un interés que permitió a Hofmann venderlo a dos compradores simultáneos antes de ser expuesto como falsificador cuando mató a dos personas para cubrir sus crímenes.
A raíz de estos crímenes, la iglesia SUD descubrió que los escritos de McLellin ya estaban en su propia posesión, los que habían sido adquiridos y olvidados en 1908. Posteriormente se publicaron en dos obras, The Journals of William E. McLellin, 1831-1836, editado por Jan Shipps y John W. Welch en 1994, y The William E. McLellin Papers, 1854-1880, editados por Stan Larson y Samuel J. Passey en 2007. Sin embargo, estas colecciones no contenían un cierto cuaderno, que era conocido por las fotografías publicadas en un periódico de 1920 de la Iglesia Reorganizada de Jesucristo de los Santos de los Últimos Días, actualmente denominada como Comunidad de Cristo. En enero de 2009, este cuaderno fue localizado y adquirido por Brent Ashworth, uno de los coleccionistas originales interesados en la supuesta colección McLellin de Hofmann.